# Massengräber in Škofja Loka
Massengräber entstanden auf dem Gebiet der heutigen Gemeinde Škofja Loka, Slowenien nach dem Zweiten Weltkrieg. Im Gräberregister der Kommission für verborgene Gräberfelder sind sieben Massengräber in der Stadt Škofja Loka selbst und weitere 20 in den anderen Ortschaften der Gemeinde dokumentiert.

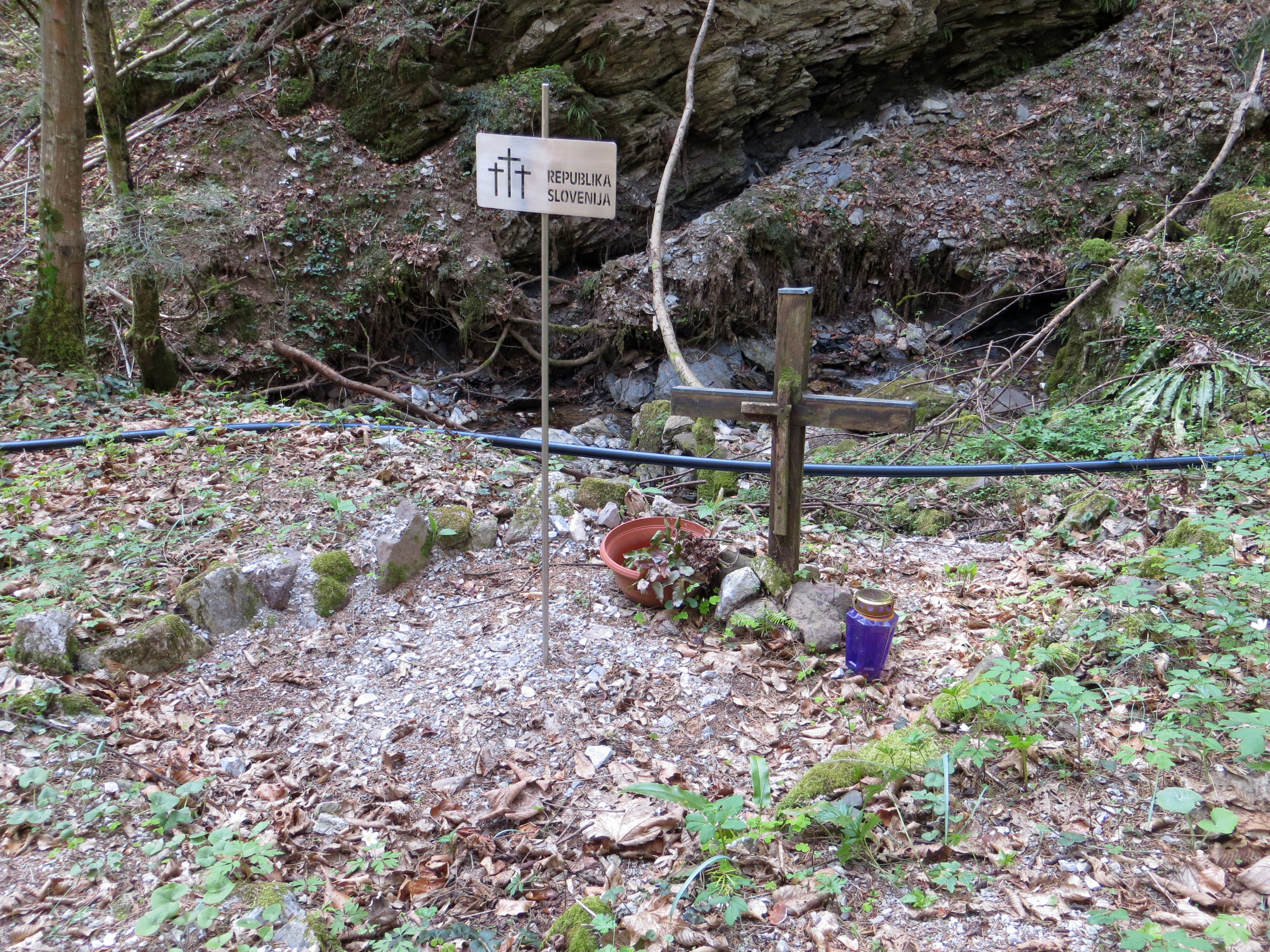
Gabrovo 2

## Hintergrund
Die versteckten Massengräber in Škofja Loka wurden unmittelbar nach dem Zweiten Weltkrieg angelegt, nachdem britische Streitkräfte Soldaten der Slowenischen Heimwehr, die nach Österreich geflohen waren, aus Lagern in Bleiburg, Viktring und anderswo nach Jugoslawien zwangsrepatriiert hatten.
Die Gräber wurden für Opfer des nahegelegenen ehemaligen Gefängnisses auf der Burg von Škofja Loka angelegt, in dem auch Angehörige der Heimwehr und Zivilisten, die nicht nach Österreich geflohen waren, massenhaft ermordet wurden. Dieser Ort wurde von Historikern auch als Vernichtungslager bezeichnet.

## Die Massengräber in der Stadt Škofja Loka

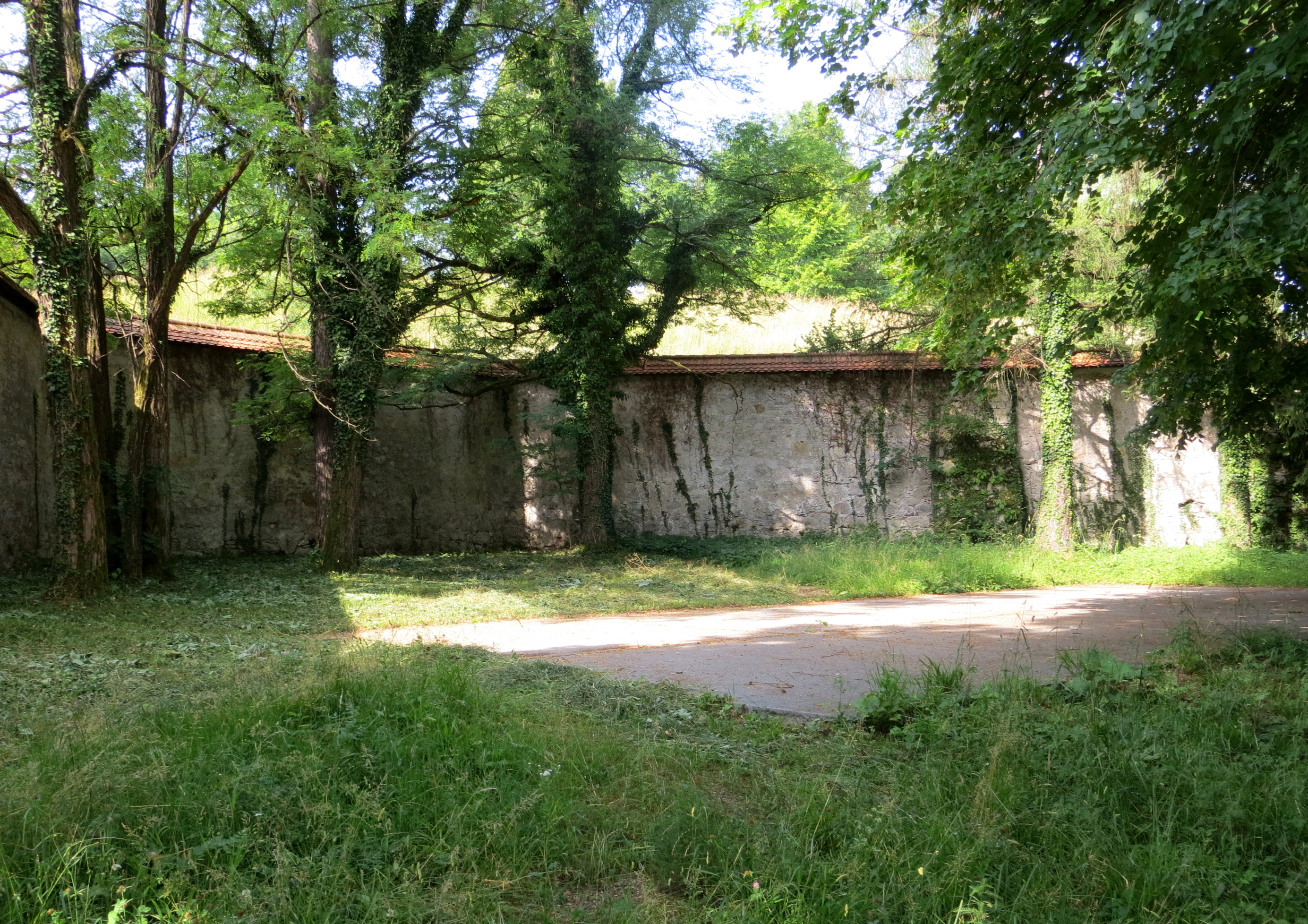
Grobišče pri grajskem obzidju 3

- Das Massengrab im Burghof von Loka (Grobišče na vrtu loškega gradu), auch bekannt als das Massengrab auf dem Tanzboden der Burg (Grobišče Plesišče pri gradu), befindet sich im Burgpark.[6]
- Das Massengrab Burgmauer 1 (Grobišče pri grajskem obzidju 1) befindet sich auf einer Wiese an einem Hang etwa 30 Meter außerhalb der Mauer der Burg Loka. Es enthält die sterblichen Überreste einer unbekannten Anzahl von Kriegsgefangenen der slowenischen Heimwehr und von slowenischen Zivilisten sowie möglicherweise Opfer anderer Nationalitäten.[7]
- Die Massengräber Burgmauer 2-6 (Grobišče pri grajskem obzidju 2-6) befinden sich rund um die Burg. Grab Nummer zwei liegt auf einer Wiese an der Südwestecke der Burgmauer und die Überreste von fünf Opfern wurden dort im Dezember 2006 entdeckt.[8] Das dritte Grab liegt an der Innenseite der Südwestecke der Mauer.[9] Das vierte Grab befindet sich auf einer Wiese neben dem baumbestandenen Boulevard.[10] Das fünfte Grab liegt auf der linken Seite des Weges neben der Mauer.[11] Das sechste Grab liegt rechts unterhalb des Weges.[12]
- Das Massengrab auf dem Viršk-Feld (Grobišče Virško polje) befindet sich am südlichen Rand der Stadt in der Nähe von zwei Bunkern. Hier wurden die Überreste einer unbekannten Anzahl deutscher Kriegsgefangener aufbewahrt. Es wird vermutet, dass die Überreste nach dem Krieg exhumiert wurden.[13]
- Das Massengrab im Bärental (Grobišče v Medvedovi dolini), auch bekannt als Massengrab im Skigebiet (Grobišče Smučarska dolina), liegt in der Senke des Bärentals (Medvedova dolina) in Vincarje, etwa 500 Meter südwestlich der Burg Loka und 200 Meter östlich der Burgmauer. Es enthält die Überreste von 20 deutschen Kriegsgefangenen, die im Sommer 1945 starben oder ermordet wurden. Die Überreste wurden möglicherweise exhumiert.[14]

## Die Massengräber in Dörfern der heutigen Gemeinde Škofja Loka
Weitere Gräber befinden sich in der Umgebung von Škofja Loka, und zwar in Bodovlje, Crngrob, Dobruška Vas, Gabrovo, Križna Gora, Pevno, Puštal, Sopotnica, Trnje und Vešter.

### Bodovlje
Das Massengrab von Bodovlje (Grobišče Bodovlje) befindet sich an einem steilen Waldhang 200 m südöstlich des Dorfes. Es enthält die sterblichen Überreste von 22 bis 24 Kriegsgefangenen der Slowenischen Heimwehr, die in der Nacht des 29. Mai 1945 aus dem Gefängnis auf der Burg Loka entführt, ermordet und in einem ehemaligen Partisanenbunker verscharrt wurden.

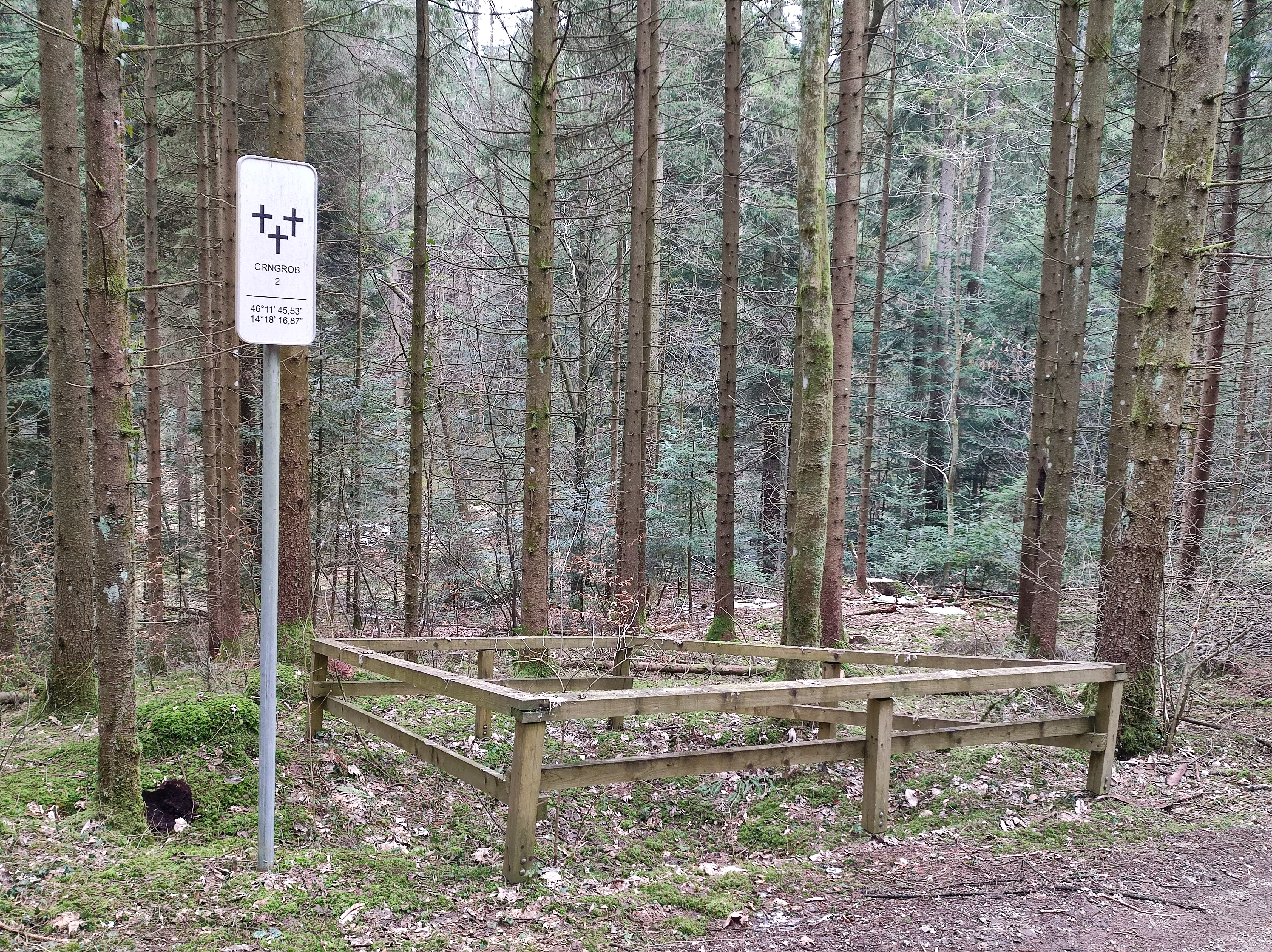
Crngrob 2

### Crngrob
Im Mai 1945 kam es in Crngrob während der kommunistischen Machtübernahme zu Massenmorden. In den Massengräbern Crngrob 1 – 5 (Grobišče Crngrob 1 – 5), auch Balant (=Name des Waldstücks) Massengrab (slowenisch: Grobišča v Balantovem smrečju) oder Stenga- (=Flurname) Massengrab (slowenisch: Grobišče pri Štengah) genannt, befinden sich die Leichen von 200 bis 300 Frauen, Männern und Kinder. Unter den Opfern waren auch führende Mitglieder der Regierung des Unabhängigen Staates Kroatien (NDH) mit ihren Familienangehörigen, Mitglieder der Ustascha und wahrscheinlich auch Mitglieder der slowenischen Heimwehr (slowenisch: Slovensko domobranstvo). Die ersten Morde begannen am 20. Mai 1945, die meisten Opfer wurden vom 22. bis 25. Mai ermordet; vereinzelt gab es auch noch bis Ende Mai Hinrichtungen.

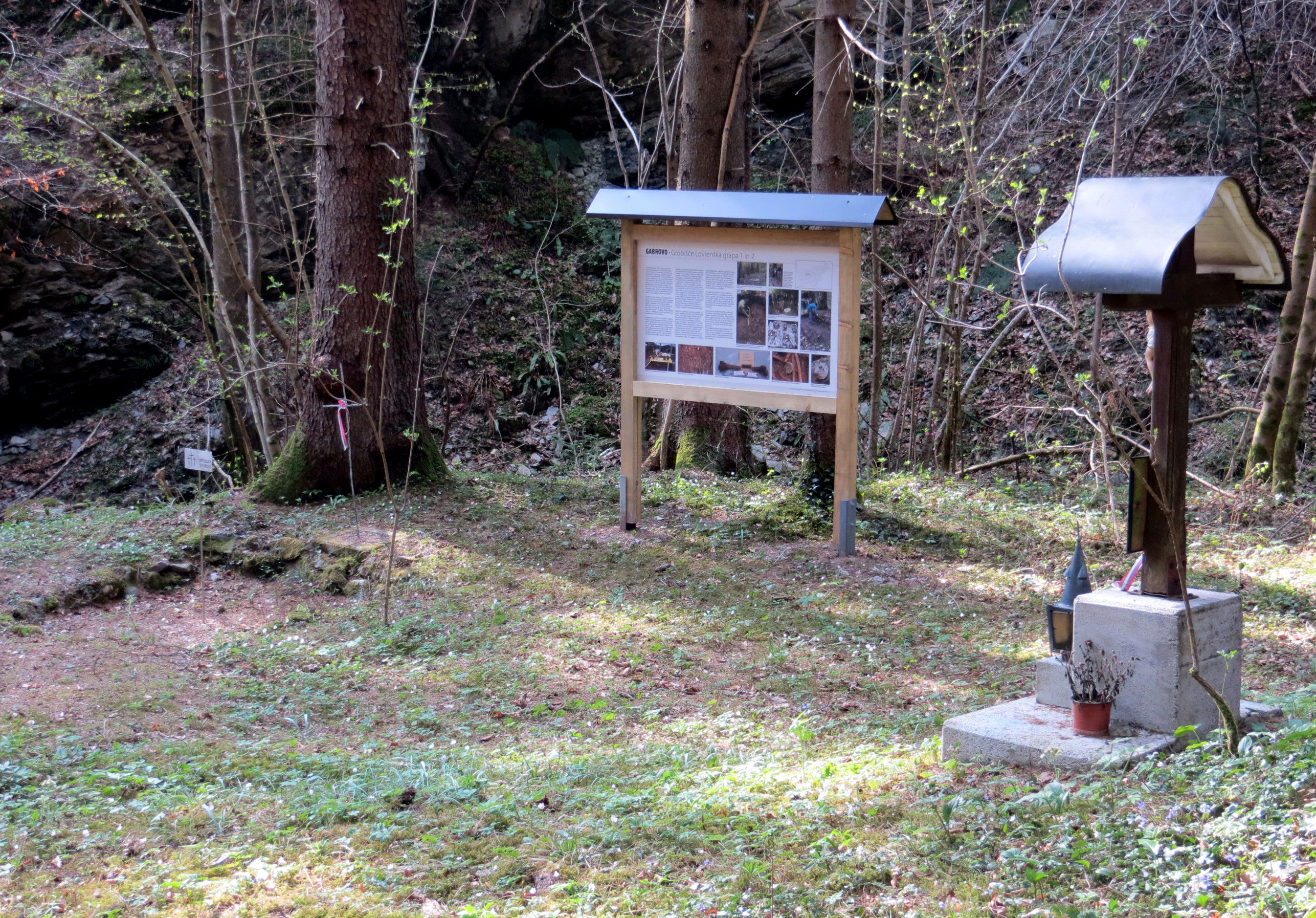
Gabrovo 1

### Dobruška Vas
Das Massengrab Dobruška Vas (Grobišče Dobruška vas) befindet sich etwa 300 m östlich der Siedlung. Es enthält die Überreste von bis zu 62 kroatischen Flüchtlingen, die am Abend des 17. Mai 1945 an diesem Ort ermordet wurden. Die Einheimischen begruben ihre Leichen in zwei Gräben an der Stelle.

### Gabrovo
Die Massengräber Lovrenc-Schlucht 1 und 2 (Grobišče Lovrenška grapa 1, 2) befinden sich südlich der Siedlung. Grab eins enthält die Überreste von sieben deutschen Kriegsgefangenen, die gezwungen wurden, die Opfer in Grab zwei zu begraben. Grab zwei enthält die sterblichen Überreste von 20 Soldaten der slowenischen Heimwehr aus dem Gefängnis auf der Burg Loka.

### Križna Gora
Das Massengrab auf dem Gipfel der Schlucht (Grobišče Vrh Soteske) liegt in einer Senke im Wald, etwa 500 Meter südlich der Heiligkreuzkirche. Es enthält die Überreste einer vierköpfigen Familie aus Kranj, die während des Krieges von den Partisanen ermordet wurde.

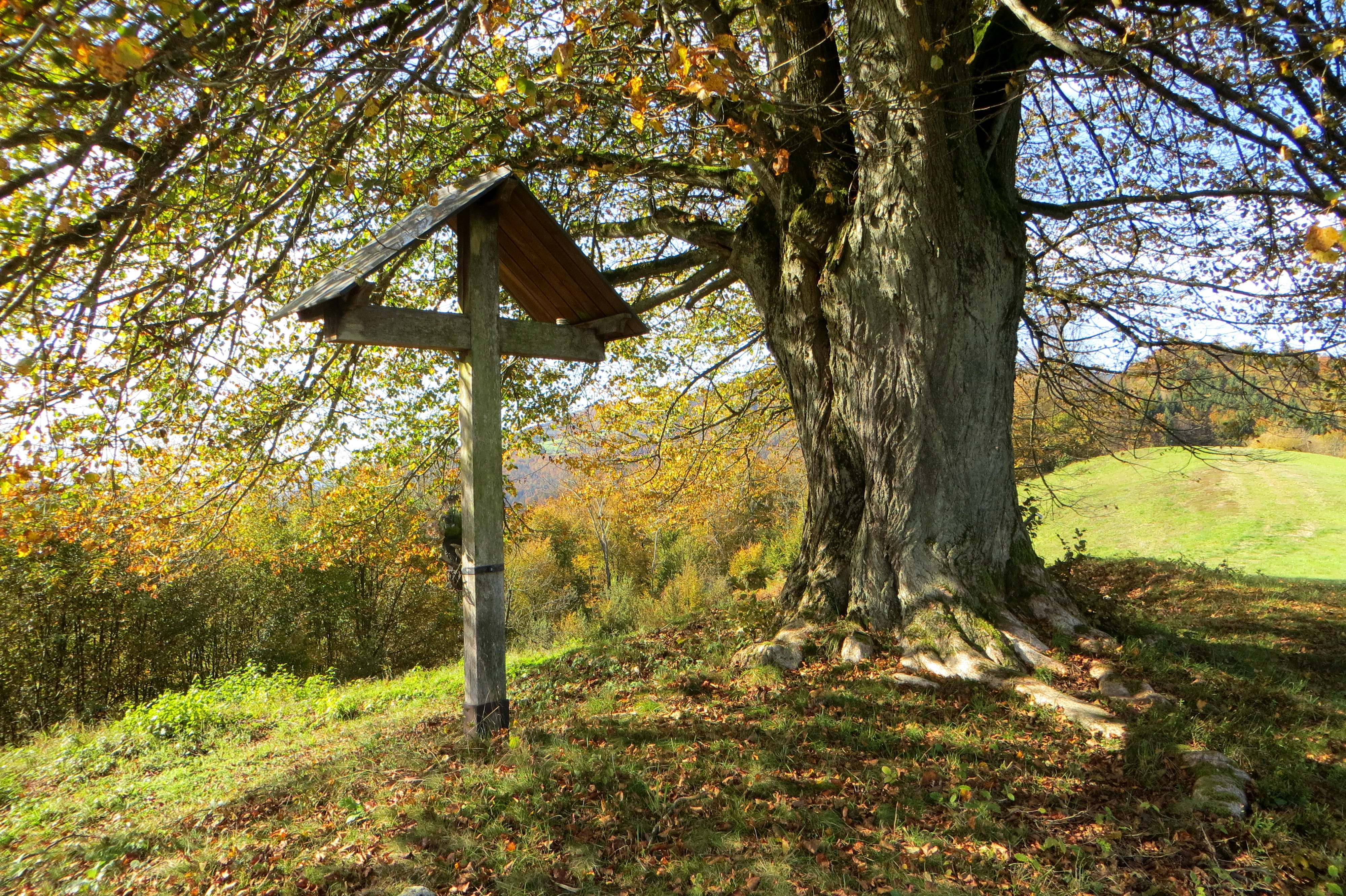
Muretovina 1

### Pevno
Das Massengrab Matjaž-Höhle (Grobišče Matjaževa jama) befindet sich an einem steilen Hang 400 Meter westlich des Dorfes Pevno. Er enthält die Überreste von Mitgliedern der slowenischen Heimwehr, die auf der Burg Loka festgehalten und zwischen dem 25. und 30. Mai 1945 ermordet wurden. Möglicherweise befinden sich hier auch die Überreste einer Gruppe, die vor Kriegsende ermordet wurde.

### Puštal
Das Massengrab Žovšče (Grobišče Žovšče), auch bekannt als Massengrab Žolšče (Grobišče Žolšče) enthält die sterblichen Überreste von etwa 10 slowenischen Zivilisten.

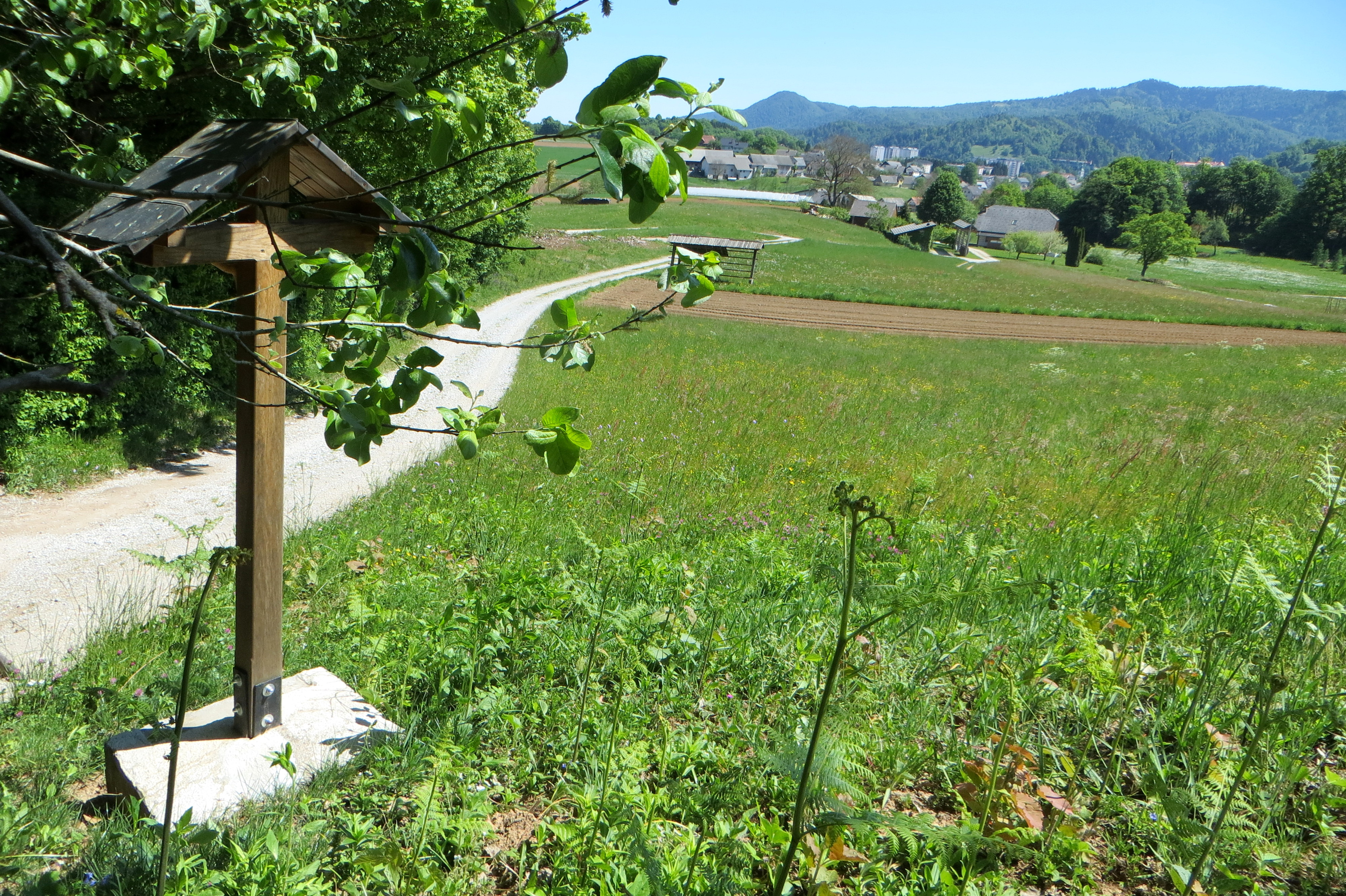
Massengrab Podtrn

### Sopotnica
Die Massengräber Muretovina 1 und 2 (Grobišče Muretovina 1, 2) befinden sich am Südhang des Mure-Hügels nördlich des Flusses Poljane Sora, auf einer Wiese des verlassenen Bauernhofs Mure. Das erste Grab enthält die sterblichen Überreste von sieben Soldaten der Heimwehr, die nach dem Krieg ermordet und in einem Schützengraben an diesem Ort begraben wurden. Das zweite Grab enthält die sterblichen Überreste von bis zu 17 Soldaten der Heimwehr, die nach dem Krieg ermordet und in einen verlassenen Brunnen geworfen wurden. Die Überreste wurden 1957 ganz oder größtenteils aus dem Brunnen entfernt.

### Trnje
Das Massengrab Podtrn (slowenisch: Grobišče Podtrn) befindet sich an einem Weg etwa 300 Meter nördlich der Siedlung. Es enthält die sterblichen Überreste von sieben Opfern, bei denen es sich vermutlich um Kriegsgefangene der Heimwehr aus den umliegenden Dörfern handelt, die auf der Burg Loka inhaftiert waren.

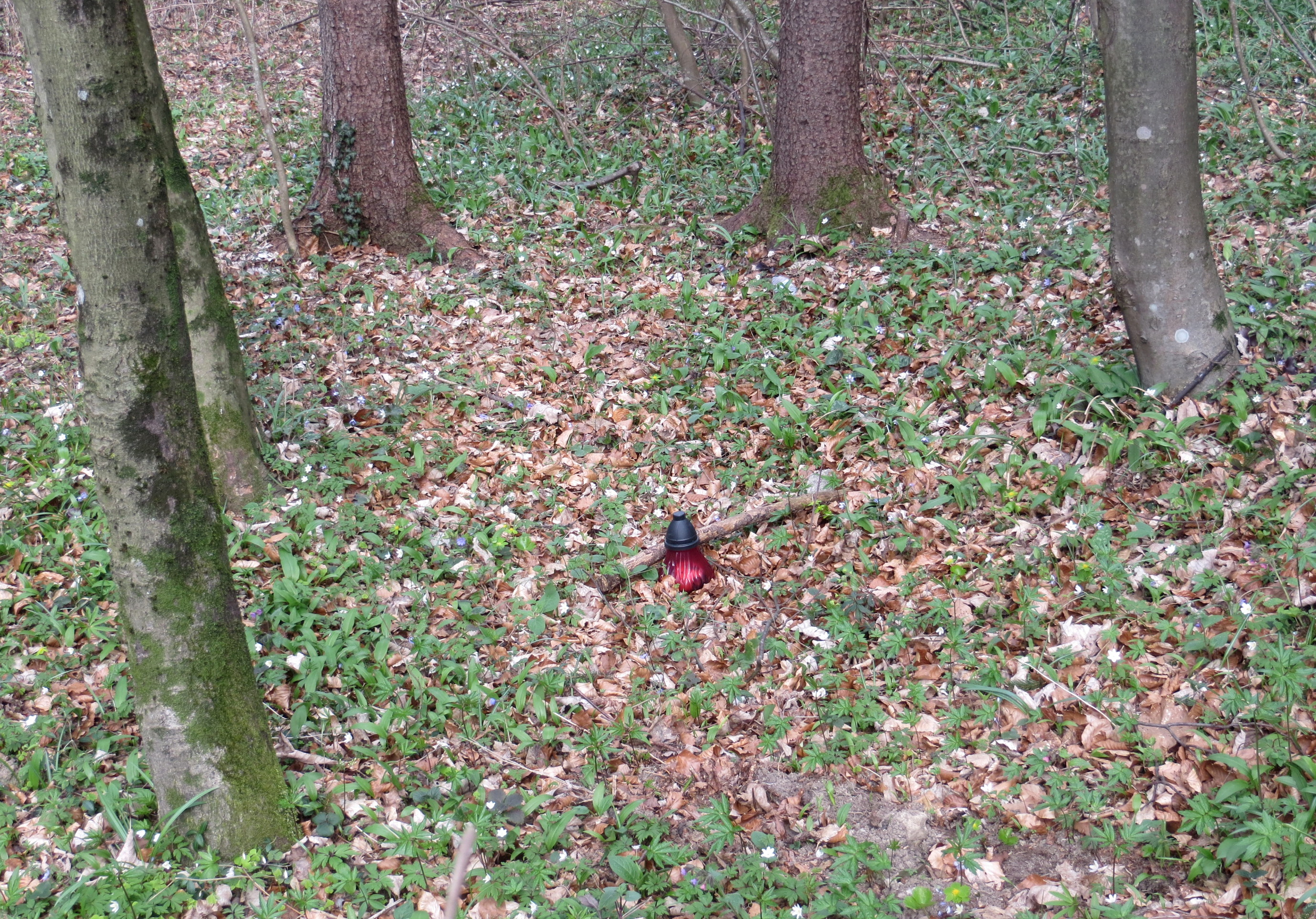
Grobišče Soteska

### Vešter
In Vešter liegen drei bekannte Massengräber. Das Schlucht-Massengrab (Grobišče Soteska) befindet sich an der engsten Stelle des Selca Sora-Tals an der Straße von Škofja Loka nach Železniki. Es enthält die sterblichen Überreste von sechs bis 10 Soldaten der Heimwehr und Zivilisten, die aus dem Gefängnis der Burg Loka entlassen und dann auf dem Heimweg abgefangen und ermordet wurden.
Das Massengrab Lovrec-Hauses, auch bekannt als Massengrab im Matjaž-Tal (Grobišče Matjaževa dolina), liegt unterhalb des Fußes des Cavrn-Hügels nordwestlich des Dorfes Trnje. Es enthält die sterblichen Überreste von acht Soldaten der Heimwehr, die aus dem Gefängnis der Burg Loka geholt und ermordet wurden.
Das Cavrn-Massengrab (Grobišče Cavrn) befindet sich am Hang des Cavrn-Hügels in der Nähe eines ehemaligen Partisanenbunkers. Es enthält die sterblichen Überreste von acht Soldaten der Heimwehr, die ebenfalls aus dem Gefängnis der Burg Loka geholt und ermordet wurden.